# Салту (Монталегре)
Салту (порт. Salto) — район (фрегезия) в Португалии, входит в округ Вила-Реал. Является составной частью муниципалитета Монталегре. По старому административному делению входил в провинцию Траз-уж-Монтиш и Алту-Дору. Входит в экономико-статистический субрегион Алту-Траз-уш-Монтеш, который входит в Северный регион. Население составляет 1867 человек на 2001 год. Занимает площадь 77,89 км².
Покровителем района считается Дева Мария (порт. Nossa Senhora das Dores).